# Rivière Betsiamites
Cet article concerne la rivière. Pour la réserve indienne, voir Pessamit.
Pour les articles homonymes, voir Betsiamites.
La rivière Betsiamites (aussi appelée Bersimis) est une rivière de la Côte-Nord, dans la Province de  Québec, au Canada, qui se jette dans l'estuaire du Saint-Laurent à environ 300 km en aval de Québec. Le cours de la rivière traverse les régions administratives suivantes :
- Saguenay-Lac-Saint-Jean : MRC du Le Fjord-du-Saguenay : territoire non organisé du Mont-Valin ;
- Côte-Nord :
  - MRC de La Haute-Côte-Nord : territoire non organisé du Lac-au-Brochet (cantons de Baillif, Janssoone, Bedout, Des Hayes, Robinhau), incluant l'ex-municipalité de Les Sept-Cantons-Unis-du-Saguenay (canton de Raffeix), municipalité de Colombier ;
  - MRC de Manicouagan : réserve indienne de Pessamit.

Note : La partie inférieure de la rivière Betsiamites constitue la séparation entre les MRC de La Haute-Côte-Nord et de Manicouagan.
La principale activité économique de la région est la foresterie ; la seconde, l'hydroélectricité ; la troisième, les activités récréotouristiques.
La partie inférieure du bassin versant de la rivière Betsiamites est desservie par la route 138 qui la traverse près de son embouchure. À partir de la route 138, la route forestière route 385 se dirige vers le nord-ouest remontant notamment la vallée de la rivière Laval jusqu'au village de Labrieville. De là, la route continue vers le nord-ouest en suivant la rive ouest de la rivière Betsiamites et la vallée de la rivière Riverin,,.
La surface de rivière Betsiamites est habituellement gelée de la fin novembre au début avril, toutefois la circulation sécuritaire sur la glace se fait généralement de la mi-décembre à la fin mars.

## Géographie

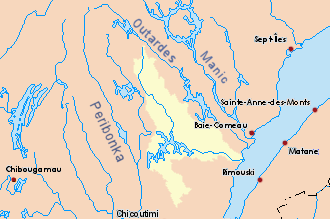
Son bassin versant en jaune.

Les principaux bassins versants voisins de la rivière Betsiamites sont :
- Côté nord : lac à la Croix, lac Manouane, rivière Manouanis, rivière de la Grande Décharge, rivière aux Pekans, rivière Nipi, rivière de Papinachois, rivière Barthélemy, rivière Boucher ;
- Côté est : rivière Manicouagan, Fleuve Saint-Laurent ;
- Côté sud : rivière Colombier, rivière Blanche, rivière Adam, rivière Laval, rivière Ouelette, rivière Fournier ;
- Côté ouest : réservoir Pipmuacan, rivière du Sault aux Cochons, rivière Andrieux[4].

La Betsiamites prend sa source du lac Manouanis (longueur : 21,5 km ; largeur : 4,8 km ; altitude : 560 m) lequel est situé au nord du lac Perdu presque à la limite des régions administratives . Sa source principale est le réservoir Pipmuacan (longueur : 150 km ; largeur : 19 km ; altitude : 398 m).
À partir de l'embouchure du lac Manouanis, le cours de la rivière Betsiamites coule sur 367,9 km selon les segments suivants :
Cours supérieur de la rivière Betsiamites (segment de 163,4 km)
- 24,0 km vers le sud en recevant les deux décharges du lac Perdu (venant du nord-est) et en traversant sur 8,5 kmle lac des Prairies (longueur : 10,4 km ; altitude : 483 m) ;
- 9,6 km vers le sud en courbant vers l'est en fin de segment et en traversant le lac Bouchon jusqu'à  la rivière  Auriac (venant du nord) ;
- 14,1 km vers l'est jusqu'à la confluence de la rivière Écho (venant du nord-est) ;
- 19,7 km vers le sud en recueillant la décharge (venant de l'ouest) du lac Antonio et la décharge du ruisseau Madeleine en formant un crochet vers l'est en fin de segment jusqu'à la confluence de la rivière  Canton (venant du nord) ;
- 13,6 km vers le sud, puis vers le sud-est jusqu'à la limite des régions administratives ;
- 20,0 km vers le sud-est, puis le sud, en parallèle à la limite régionale formant une boucle vers l'ouest et un crochet vers l'ouest en fin de segment jusqu'à la confluence de la rivière Micheline (venant du nord-ouest) ;
- 25,1 km vers le sud en courbant vers l'est en recueillant la décharge des lacs Frayle et Éric, jusqu'à la confluence de la rivière Praslin (venant du nord-est) ;
- 19,5 km vers le sud en recueillant le ruisseau Violette (venant du nord-est), puis vers le sud-ouest en formant une boucle vers le sud jusqu'à la confluence de la rivière Tokencutout (venant du nord) ;
- 3,2 km vers le sud-ouest jusqu'à la limite des MRC de Le Fjord-du-Saguenay et de Manicouagan ;
- 5,3 km vers le sud, puis l'ouest jusqu'à la confluence de la rivière de la Tourette ;
- 9,3 km vers le sud-ouest, puis le sud, jusqu'à une baie de la rive nord du réservoir Pipmuacan ;

Cours intermédiaire de la rivière Betsiamites en traversant le réservoir Pipmuacan (segment de 70,7 km)
- 32,8 km vers le sud en formant un crochet vers le sud-est en fin de segment ;
- 9,9 km vers le nord-est en traversant la limite des MRC jusqu'à la pointe Nord d'une presqu'île s'avançant vers le nord ;
- 28,0 km vers le sud en courbant vers l'est en fin de segment, jusqu'à l'embouchure du réservoir ;

Cours intermédiaire de la rivière Betsiamites (segment de 59,7 km)
- 16,5 km vers le nord-est dans la zec de Labrieville puis vers l'est en formant une boucle vers le sud, jusqu'à la confluence de la rivière au Brochet ;
- 6,7 km vers le sud-est jusqu'à la confluence de la rivière Cabituquimats (venant de l'Est) ;
- 11,5 km vers le sud-est jusqu'à un coude de rivière, correspondant à la confluence de la rivière Leman (venant du sud-ouest) ;
- 2,1 km vers l'est jusqu'à la rive ouest du réservoir Bersimis 2 ;
- 22,9 km vers l'est, puis vers le sud-est en traversant le réservoir Bersimis 2 (longueur : 24,0 km ; altitude : 132 m) jusqu'à son embouchure. Note : Ce réservoir reçoit les eaux de la rivière Martineau (venant du nord-ouest) se déversant sur la rive nord et de la rivière Frégate (venant du nord) se déversant sur la rive est ;

Cours inférieur de la rivière Betsiamites (segment de 74,1 km)
- 18,9 km vers l'est en formant un grand S en début de segment, jusqu'à la rivière Boucher (venant du nord) ;
- 5,9 km le sud-est, jusqu'à la rivière Lessard (venant de l'ouest, du lac Lessard) ;
- 12,5 km vers l'est, courbant vers le sud, jusqu'à la confluence de la rivière Laliberté (venant du nord-est) ;
- 14,1 km vers le sud, jusqu'à un coude de rivière ;
- 22,7 km vers le sud-est en coupant la route 138 en fin de segment jusqu'à son embouchure[4].

L'embouchure de la rivière Betsiamites se déverse face au hameau Rivière-Bersimis, dans une baie en traversant un grès jusqu'à 6,4 km vers l'est à marée basse. Cette embouchure est située à 36,2 km au nord-est de Forestville, à km au nord-est de l'embouchure de la rivière des Grandes Bergeronnes, à 47,8 km au sud-est du centre-ville de Baie-Comeau et à 115,8 km au nord-est du centre du village Tadoussac,.

## Toponymie
Le mot Betsiamites est d'origine Innue et signifie « endroit où les lamproies se réunissent ».
Hydro-Québec y a construit deux aménagements hydroélectriques, les centrales Bersimis-1 (1956), d'une puissance de 1 125 MW, et Bersimis-2 (1959) de 845 MW.
Le toponyme de « rivière Betsiamites a été officialisé le 18 décembre 1986 à la Banque des noms de lieux de la Commission de toponymie du Québec.